# 维奥兰特 (提香)
《维奥兰特》是提香的一幅布面油画，绘制于1515 年左右，现藏于维也纳艺术史博物馆。
画中描绘的金色卷发女人与提香这一时期的一系列肖像画的模特非常相似，包括《照镜子的女人》、《花神》、《虚荣》、《莎乐美》 和《黑衣年轻女子》。